# Éducation à l'image
L'éducation à l'image, ou éducation cinématographique, est une forme d'enseignement et d'initiation, destinée le plus souvent à un jeune public dans le but de lui faire découvrir différents aspects du cinéma. Par le biais de cette forme d'éducation, plusieurs activités sont mises en place pour aider les jeunes générations à comprendre le 7e art et à l'apprécier mais aussi à utiliser les images dans d'autres contextes que le cinéma.
Elle peut se mettre en place lors du temps scolaire, où elle sera alors accompagnée par un professeur ou un intervenant, ou hors temps scolaire via des organismes spécialisés et des salles de cinéma.
D'une manière plus générale, l'éducation à l'image peut aussi toucher la photographie, la télévision ou encore internet par exemple, on parlera davantage d'une éducation aux images, ou éducation aux médias dans ces cas-là.

## Objectifs
L'objectif de l'éducation à l'image est de donner du sens aux images mais aussi de transmettre le cinéma et le goût de celui-ci.
Voici plusieurs définitions suivant différents organismes :
Objectifs d'après le Ministère de l'Éducation en France : « l’éducation à l’image, au cinéma et à l’audiovisuel permet aux élèves d’acquérir une culture, d'avoir une pratique artistique et de découvrir de nouveaux métiers. »
Objectifs d'après le Centre national du cinéma et de l'image animée en France :
- former le goût et susciter la curiosité de l'élève spectateur par la découverte d'œuvres cinématographiques en salle, dans leur format d'origine, notamment en version originale.
- offrir, dans le cadre du partenariat entre les ministères concernés et les collectivités territoriales, des prolongements pédagogiques et des formations.
- veiller à l'accès sur l'ensemble du territoire du plus grand nombre d'élèves à la culture cinématographique.
- participer au développement d'une pratique culturelle de qualité en favorisant le développement de liens réguliers entre les jeunes et les salles de cinéma[3][la source n'est pas vraiment adaptée, il s'agit des objectifs du dispositif "Collège au cinéma", non pas des objectifs de l'éducation à l'image vue par le CNC en général].

Objectifs d'après Le fil à l'image, des pôles régionaux d'éducation et de formation aux images :
- Transmettre une culture cinématographique par la sensibilisation aux œuvres, au geste de mise en scène, à la démarche d’auteur.
- Rendre le spectateur actif et conscient de ses choix.
- Éveiller le regard en initiant à la pratique du film.
- Former une sensibilité critique capable de décrypter les œuvres audiovisuelles[4].

## Axes principaux
François Campana, coordinateur national du dispositif Passeurs d’images, parle de trois axes majeurs dans l’éducation à l’image : Voir, Faire, Réfléchir
Ces trois axes représentent trois manières de rendre possible la rencontre entre une œuvre et un public et les sensibiliser aux images, ils sont aussi un résumé des objectifs principaux cités au-dessus.

### Voir
Pour comprendre les images et pouvoir les appréhender, il est important de voir des œuvres, et de les voir en salle, si possible. La sortie en salle de cinéma avec la classe est mise en avant afin que les élèves puissent découvrir des films dans des conditions adéquates et optimales (sur grand écran et dans le noir notamment). Beaucoup d’élèves vivent leur première expérience au cinéma grâce à cela. C’est aussi une manière de créer une habitude qui pourra être reproduite ensuite en dehors de l'école et en devenant adulte.

### Faire
Il est donc ici question de sensibiliser aux pratiques de création des images permettant de mieux comprendre le mécanisme de création, les règles et les enjeux de ce qui est diffusé quotidiennement sur internet, à la télévision ou au cinéma. Plusieurs activités ou ateliers sont mis en place pour « faire du cinéma » et c’est aussi souvent l’occasion d’accueillir un intervenant professionnel présent pour expliquer, aider et rendre possible la création. Faire un film permet également de développer sa créativité et de mieux comprendre les mécanismes.

### Réfléchir
Il ne suffit pas de voir et de créer, il faut réfléchir sur ce que nous voyons pour donner un sens à tout cela. Analyser les images, comprendre les intentions du créateur ou de la créatrice, découper les plans, s'initier au langage cinématographique ou encore approfondir un propos. Tout cela permet d’éduquer le regard et d’aiguiser le sens critique. Si création il y a eu, il est important également de réfléchir à celle-ci ainsi qu'à son processus.
La réflexion en classe est rendue possible grâce à toutes sortes d'accompagnements : des documents pédagogiques pour soutenir et aider le professeur dans les discussions et ateliers en classe ainsi que des fiches explicatives à destination des élèves, ; des DVD regroupant des extraits de films ou des œuvres complètes, des analyses filmiques, des exercices, des ouvertures vers d'autres thèmes, ; des interventions en classe pour étudier un film, l'histoire du cinéma ou l'analyse de plan ; des leçons de cinéma etc

## Éducation à l'imageversusÉducation par l'image
Une différence doit être apportée avec l’éducation « par » l’image, qui est le fait de parler d’un sujet en montrant un film sur celui-ci. Le film est donc davantage utilisé comme support pour parler de quelque chose, un évènement historique par exemple.
Dans l’éducation « à » l’image, l’objet étudié est le film en tant que média directement. Cette pratique s'intéresse davantage à la forme que prend l’œuvre et au sens qu'on lui donne qu’à son contenu et son propos.

## Se faire «passeur d'image» ou «passeur de films»
Un passeur de films a une place intermédiaire et fait le lien entre une œuvre cinématographique et une ou plusieurs personnes. En transmettant son intérêt pour une œuvre, il initie à une cinématographie et peut donner le goût de voir, d’analyser, d’aimer les films mais aussi d’en créer, participant donc à une éducation à l'image à travers ses actes.

Dans le cadre scolaire, Alain Bergala (critique de cinéma et réalisateur) nous dit :
« Lorsqu’il prend le risque volontaire, par conviction et par amour personnel d’un art, de se faire “passeur”, l’adulte change lui aussi de statut symbolique, abandonne un moment son rôle d’enseignant tel qu’il est bien défini et délimité par l’institution, pour reprendre la parole et le contact avec ses élèves depuis un autre lieu de lui-même, moins protégé, celui où ses goûts personnel entrent en jeu, ainsi que son rapport plus intime à telle ou telle œuvre d’art, où le “je” qui pourrait être néfaste dans son rôle d’enseignant devient pratiquement indispensable pour une bonne initiation »
De son côté, Philippe Meirieu (spécialiste de la pédagogie) ajoute :
« Des adultes, certes, mais des adultes qui n’ont pas de « pouvoir » institutionnel sur vous et qui partagent, avec vous, une passion. Ce sont des adultes qui occupent en quelque sorte la place anthropologiquement dévolue à l’oncle ou à la tante... »
Le passeur peut être un enseignant dans le cadre scolaire, un professionnel du cinéma ou simplement un cinéphile souhaitant transmettre sa passion. Ce qui compte c'est la volonté de transmettre et de partager.
Un organisme d'éducation à l'image porte par ailleurs le nom de Passeurs d'image en France.

### Passeurs et passeuses d'images reconnus
Cette liste (non exhaustive) présente des personnalités ayant pour la plupart œuvré au développement de l'éducation à l'image et à la découverte du cinéma.
- Jennifer Alleyin[17] (réalisatrice)
- Jean-Jacques Bernard[18] (journaliste)
- Dominique Besnehard[19] (agent et producteur)
- Freddy Buache[20] (critique de cinéma et fondateur de la Cinémathèque suisse)
- Jackie Buet[21] (fondatrice du festival de films de femmes de Créteil)
- Serge Daney (critique de cinéma)
- Micheline Lanctôt[22] (actrice et réalisatrice)
- Henri Langlois[12] (fondateurs de la Cinémathèque française)
- George Nasser[23] (réalisateur)
- Claude-Jean Philippe[24] (auteur et critique de cinéma)
- Pierre Rissient[25] (attaché de presse et producteur)
- Agnès Varda[26] (réalisatrice)

## Éducation à l'image au Québec
Le cinéma au Québec est marqué par la forte présence de la religion au début des années 1900. Celle-ci va même jusqu’à censurer et interdire le cinéma aux moins de 15 ans à partir de 1911 et aux moins de 16 ans en 1919. On dit même à l'époque que le cinéma « diminue le rendement scolaire, habitue à la réception passive, décourage l'effort d'apprendre et enlève tout esprit critique ».
En 1949, les premiers ciné-clubs dans des collèges font leurs apparitions et ils sont souvent le premier lieu de rencontre des jeunes avec le 7e art.
Il faut attendre 1961 pour que l’initiative d’un cours de cinéma voit le jour et les années 1970 pour que le cinéma soit intégré à l’Université et au Cégep. Par ailleurs, plusieurs tentatives pour intégrer le cinéma au primaire et au secondaire ont été faites dans les années 1960, sans succès. On retrouve en 1989 la première mention de l'Institut québécois du cinéma concernant l'éducation cinématographique pour les jeunes mais le cinéma n’est pas encore pris au sérieux au sein des institutions d’enseignements (p. 2, former aujourd’hui les spectateurs de demain). Dans les années 1990, l’intérêt grandissant pour un projet d’éducation cinématographique débouche avec la création du Comité de concertation sur l'éducation cinématographique. En automne 1994, un projet pilote voit le jour dans cinq classes de secondaire du Québec. Il est pris en charge par l'Association des cinémas parallèles du Québec (ACPQ) qui développe un volet d'éducation à l’image depuis cette période.
Depuis les années 2010, plusieurs projets subventionnés aident les organismes à développer des actions d'éducation à l'image en direction du jeune public,

## Éducation à l'image en France
Le cinéma en France possède un statut particulier car elle est l'un des berceau du 7e art. Elle est par ailleurs l'un des premiers pays a initier l'idée du cinéma en tant qu'art.
La création de ciné-club au début des années 1920, met en avant le cinéma comme « moyen de diffusion du savoir » L'apparition du terme « cinéma éducateur » apparait quelques années plus tard. Des films sont alors projetés aux enfants mais hors temps scolaire.
En France, l'éducation à l'image est reliée à l'éducation populaire, qui décide de donner davantage d'importance à la culture dans la société.
Dans les années 1930, le cinéma est utilisé comme outil pédagogique, mais ce n'est pas encore l’œuvre en elle-même qui est étudiée.
En 1959, le Ministère des affaires culturelles est créé. De plus en plus utilisé à l'école et dans les maisons de la culture, le cinéma fait petit à petit sa place auprès des jeunes enfants. Il apparait dans les années 1960 une volonté de faire connaitre au plus jeunes autre chose que les films très grand public et provenant des États-Unis notamment.
À partir de 1966 l’éducation à l’image est envisagée comme une discipline à enseigner, mais sans qu’il soit tranché si elle doit être une discipline à part entière ou seulement intégrée dans les programmes scolaires. Enseigner l’image aux collégiens et aux lycéens à cette époque est surtout synonyme d’apprendre à lire et à décortiquer scientifiquement l’image par une déconstruction systématique et techniciste. 
Une division du Centre régional de documentation pédagogique de Bordeaux, l’ICAV (Initiation à la culture audiovisuelle, puis dénommée quatre ans plus tard, Initiation à la communication audiovisuelle), met en place une formation à la lecture critique des images pour les élèves des collèges. Dès la classe de sixième on apprend les codes de lecture à partir d’images fixes, d’images publicitaires, d’images en séquences, dans l’intention de faire des élèves des citoyens critiques aptes à comprendre et à contrôler l’image. Il est rarement fait appel au pouvoir créateur des élèves et à la fabrication d’images, ce qui fut souvent reproché à la démarche de l’ICAV.
Sur ce constat, en 1971, Michel Bourdais choisit un angle jamais expérimenté pour enseigner l’image au collège durant le temps scolaire, et non en atelier cinéma extra-scolaire. La démarche ne commence ni par l’étude des grammaires de l’image (cadrage, contre-plongée, plan américain…), méthode qu’il trouve asséchante pour les élèves de par les progressions en vigueur qu’il considère purement artificielles et pauvrement formalistes,, ni  par une analyse sèche et désincarnée des images des autres, mais elle part d’un projet à réaliser pour l’activité créatrice qu’il crée autour de lui. 

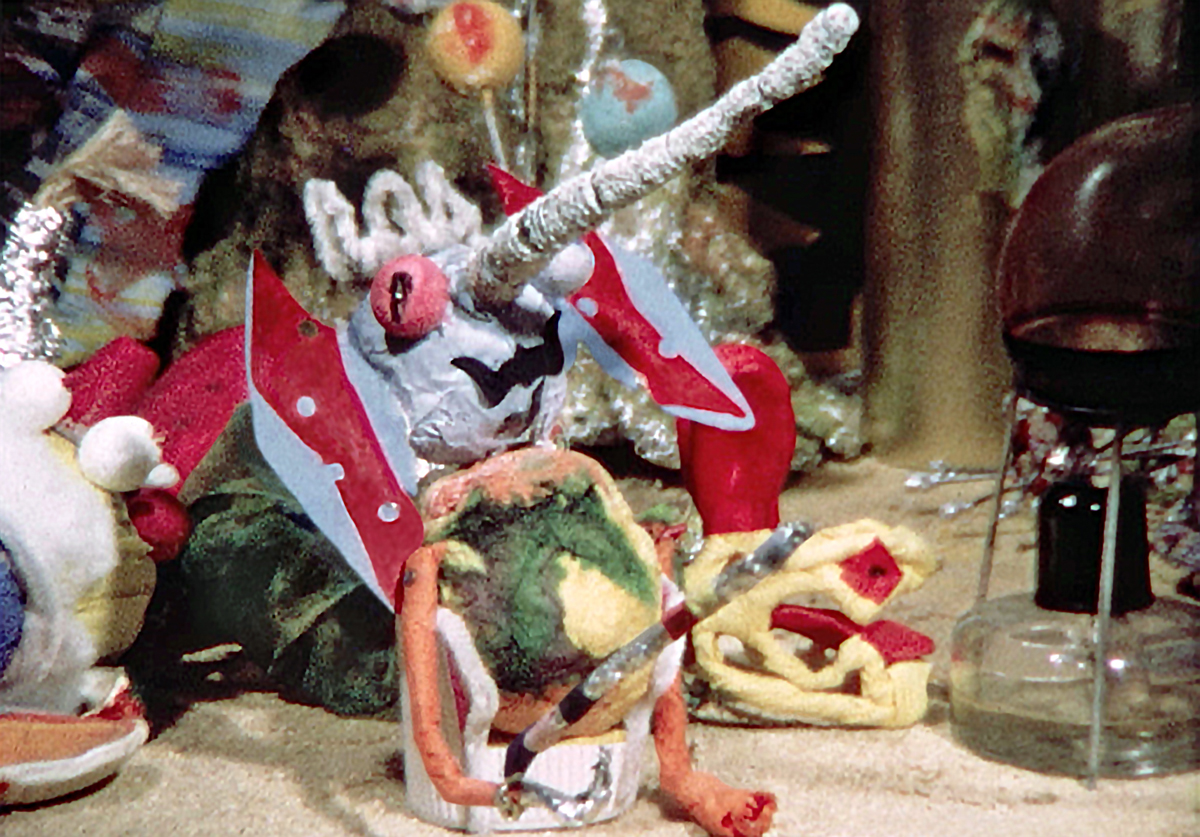
Une idée parmi tant d'autres, 1971. Le monstre engendré par le serpent.

Cette démarche de projet, qui privilégie pouvoir créateur des élèves et moyen d’expression et de communication, intégrée à une approche interdisciplinaire, est totalement novatrice à l’époqueet donne une nouvelle dimension à l’éducation à l’image. Si elle retint aussi l’attention de l’institution scolaire c’est que Michel Bourdais mit en évidence la nécessité de faire une distinction claire entre la tâche (le produit visible que les élèves réalisent et montrent) et les objectifs d'apprentissages et éducatifs qui sont primordiaux mais invisibles aux spectateurs, lors des projets fondés sur la fabrication d'images,. Concernant la tâche, il en distingue deux étapes. La première, allant de la conception à la fabrication de l’objet film, et la seconde, primordiale pour les finalités de l’éducation à l’image, allant de la présentation du film au recueil des réactions qu’il provoque.
Ainsi, pour la première fois en France, deux classes de collégiens de Bagnolet en Seine-Saint-Denis, conçoivent, réalisent et montent, uniquement durant le temps scolaire, un court métrage de 14 minutes : Une idée parmi tant d’autres.
Cette œuvre collective mêle tour à tour : arrêt de caméra, technique d’animation stop motion et prise de vues réelles. 
Cette expérience innovante encouragée par Olivier Guichard alors ministre de l’Éducation nationale a élargi le champ des procédures d’enseignement notamment dans l’éducation à l’image et au cinéma en milieu scolaire. Soutenues par l’INRP et le FIC d’autres réalisations d’élèves voient le jour. 
En 1977, le Manifeste pour un cinéma auquel les enfants ont droit est publié.
À partir des années 1980, plusieurs initiatives se mettent en place notamment la création de l'option cinéma-audiovisuel au lycée sous l'impulsion du ministre de la culture de l'époque, Jack Lang.
Dans les programmes scolaires de 1986, le ministre de l’Éducation nationale Jean-Pierre Chevènement donne une place prépondérante à la maîtrise de l’image comme moyen d’expression et de communication, au même titre que l’écrit et l’oral. La réalisation d’un montage audiovisuel ou d’un film par les collégiens durant leur scolarité est institutionnalisée.
La fin des années 1980 marque un tournant important avec la mise en place, à quelques années d'intervalles, des dispositifs nationaux d'éducation à l'image soutenus et pilotés par le CNC : Collège au Cinéma (en 1989), École et Cinéma (en 1994), et Lycéens et apprentis au Cinéma (en 1998). Ainsi, le cinéma dans les écoles est désormais encadré par un organisme national. D'autres dispositifs, nationaux ou régionaux, voient le jour dans la même période, comme Passeurs d'image (en 1991) ou Un film pour tous (en 1989).
Pour la rentrée scolaire 2016 et pour les années suivantes, les programmes gardent une place importante au cinéma et à l'audiovisuel dans le cadre large de l'éducation à l'image, en intégrant les pratiques dans des projets pédagogiques transversaux ou des démarches interdisciplinaires.

## Éducation à l'image en Belgique
En Belgique francophone, des initiatives telles qu'Écran large sur tableau noir propose un dispositif d'éducation au cinéma dans les principales villes du sud du pays. Cette initiative a été mise en place en 1982 et est coordonnée par le Centre culturel "Les Grignoux" situé à Liège, en collaboration avec des cinémas d'art et d'essai et des centres culturels. Ce programme propose des séances scolaires pour tous les niveaux d'enseignement à des prix modiques. Elles sont complétées par des dossiers pédagogiques qui sont remis aux enseignants et à leurs élèves. Les dossiers pédagogiques, élaborés au fur et à mesure des programmations, sont disponibles en ligne (au moins en partie) et peuvent être commandés. Les Grignoux proposent également un recueil d'études et d'analyses en éducation permanente, disponible en ligne portant sur des sujets très variés, comme la causalité en sciences sociales, l'économie du cinéma, l'adaptation d'œuvres littéraires, la représentation du monde de l'école à travers le cinéma,, la question de la radicalisation ou les compétences qu'il serait souhaitable de faire acquérir aux spectateurs "actifs" de cinéma.